# Conselho de Ministros (São Tomé e Príncipe)
O Conselho de Ministros é um órgão colegial do Governo de São Tomé e Príncipe, presidido pelo primeiro-ministro de São Tomé e Príncipe, no qual têm assento todos os ministros.

## Conselho de Ministros atual
Atual Conselho de Ministros desde 29 de novembro de 2014:
| Membros do Governo |                                    |                                                                               |
| Foto               | Nome                               | Cargo                                                                         |
|                    | Patrice Emery Trovoada             | Primeiro-ministro                                                             |
| Ministros          |                                    |                                                                               |
|                    | Afonso da Graça Varela da Silva    | Ministro da Presidência do Conselho de Ministros e dos Assuntos Parlamentares |
|                    | Urbino José Gonçalves Botelho      | Ministro dos Negócios Estrangeiros e Comunidades                              |
|                    | Arlindo Ramos                      | Ministro da Defesa e Administração Interna                                    |
|                    | Ilza dos Santos Amado Vaz          | Ministra da Justiça, Administração Pública e Direitos Humanos                 |
|                    | Américo D'Oliveira Ramos           | Ministro das Finanças, Comércio e da Economia Azul                            |
|                    | Carlos Manuel Vila Nova            | Ministro das Infraestruturas, Recursos Naturais e Ambiente                    |
|                    | Teodorico de Campos                | Ministro da Agricultura e Desenvolvimento Rural                               |
|                    | Olinto da Silva Daio               | Ministro da Educação, Cultura, Ciência e Comunicação                          |
|                    | Emílio Fernandes Lima              | Ministro do Emprego e Assuntos Sociais                                        |
|                    | Maria de Jesus Trovoada dos Santos | Ministra da Saúde                                                             |
|                    | Marcelino Leal Sanches             | Ministro da Juventude e do Desporto                                           |